# Sam Mercer
Samuel „Sam“ L. Mercer (* 1954 oder 1955 in den USA; † 12. Februar 2024 in South Pasadena) war ein US-amerikanischer Filmproduzent.

## Leben und Werk
Seit The Sixth Sense produzierte er alle Filme des Regisseurs M. Night Shyamalan, meistens zusammen mit Frank Marshall oder Barry Mendel. Er wurde 1996 für die Goldene Himbeere für den Film Congo nominiert. 2009 erfolgte eine erneute Nominierung für den Film The Happening.
Mercer war verheiratet und hatte zwei Kinder. Er starb im Februar 2024 im Alter von 69 Jahren an den Folgen einer Alzheimer-Erkrankung.

## Filmografie
- 1996: Congo
- 1997: Das Relikt (The Relic)
- 1999: The Sixth Sense
- 2000: Mission to Mars
- 2000: Unbreakable – Unzerbrechlich (Unbreakable)
- 2002: Signs – Zeichen (Signs)
- 2004: Van Helsing
- 2004: The Village – Das Dorf (The Village)
- 2005: Jarhead – Willkommen im Dreck (Jarhead)
- 2006: Das Mädchen aus dem Wasser (Lady in the Water)
- 2007: Eine neue Chance (Things We Lost in the Fire)
- 2008: The Happening
- 2010: Die Legende von Aang (The Last Airbender)
- 2010: Devil – Fahrstuhl zur Hölle (Devil)
- 2012: Snow White and the Huntsman
- 2014: Den Himmel gibt’s echt (Heaven Is for Real)